# Koken (kejsarinna)

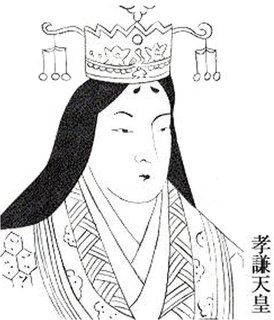
Kejsarinnan Kōken / Shōtoku

Kōken eller Shōtoku, född 718, död 28 augusti 770, var en regerande japansk kejsarinna. Hon regerade vid två tillfällen, under olika namn: från 749 till 758 under namnet Koken, och från 764 till 770 under namnet Shōtoku.

## Biografi
Koken var dotter till kejsar Shōmu och kejsarinnan Kōmyō. Hon efterträdde sin far på tronen 749.
Kokens regeringstid var turbulent, och hon utsattes för kuppförsök av Tachibana Naramaro och Fujiwara no Nakamaro. Hon är mest känd för sitt gynnande av sin påstådda älskare, buddhistmunken Dōkyō (道鏡), som hon gav titlar och makt. Ett orakel vid Usa-helgedomen gjorde en gång ett uttalande att Dōkyō skulle bli kejsare, men när Koken sände Wake no Kiyomaro (和気清麻呂?) för att bekräfta uttalandet drogs det tillbaka. 
År 758 abdikerade hon till förmån för sin kusin, kejsar Junnin, som hon året före hade adopterat till sin tronföljare. År 764 avsatte hon sin adoptivson och kusin, och återuppsteg på tronen.
Koken avled i smittkoppor. Hon efterträddes av sin kusins barnbarn, kejsar Kōnin. 